# Zákopčie
Zákopčie (Hongaars: Dombelve) is een Slowaakse gemeente in de regio Žilina, en maakt deel uit van het district Čadca.
Zákopčie telt 1.826 inwoners.